# Olivier Philippaerts
Olivier Philipaerts (né le 30 juillet 1993 à Genk) est un cavalier belge de saut d'obstacles. 

## Biographie
Il est le fils de Ludo Philippaerts, et le frère jumeau de Nicola Philippaerts, tous deux également cavaliers de haut niveau. Il a donc grandi avec son frère dans le milieu équestre dès son plus jeune âge, en essayant différants sports avant d'opter pour l'équitation qu'ils ont tous les deux commencée vers cinq ou six ans. Le fait que Nicola et lui soient tous les deux des cavaliers de saut d'obstacles de haut niveau constitue une situation unique dans ce sport. Dans le cadre d'une interview, il explique avoir connu peu de jalousie et de rivalité sportive avec son frère jumeau, car il aurait été plus compliqué à vivre qu'un des deux frères atteigne le haut niveau et l'autre non. 
Nicola s'est qualifié pour sa première participation aux Jeux olympiques d'été de 2016 à Rio à l'âge de 23 ans, mais Olivier n'y est pas parvenu.
En septembre 2020, il doit renoncer au championnat de Belgique de saut d'obstacles après avoir été infecté par le coronavirus.

## Palmarès

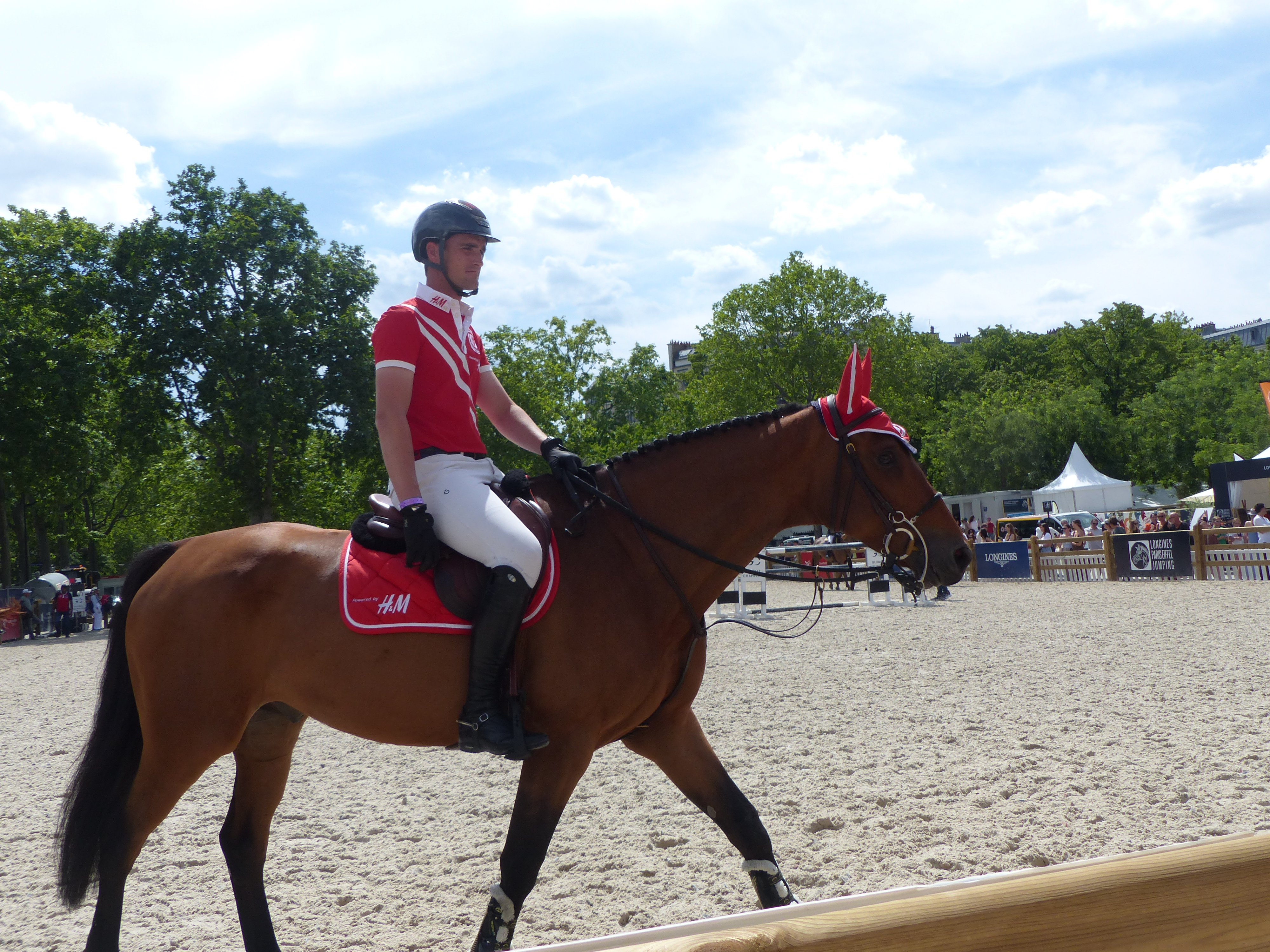
Olivier Philippaerts et Cap du Marais au Paris Eiffel Jumping de 2023.

Le 9 février 2012, il devient le plus jeune cavalier de l'histoire à remporter le Grand Prix international de Spruce Meadows.
- juin 2023 : vainqueur du Grand Prix du Jumping international de France à La Baule, avec Katanga van het Dingeshof[4] ;
- avril 2024 : vainqueur de deux épreuves de vitesse du CSI5* Global Champions Tour de Miami, à 1,50 m[5],[6] ; vainqueur du CSI5* de Mexico à 1,60 m, avec Luna van't Ruytershof Z[7]

## Chevaux
Il monte notamment la jument Legend of Love, et l’étalon H&M Extra.
En janvier 2016, son meilleur cheval qu'il montait depuis deux ans, H&M Armstrong van de Kapel Z, a été vendu au Qatar.